# Aparallactinae
Sous-famille
Les Aparallactinae sont une sous-famille de serpents de la famille des Lamprophiidae.

## Répartition
Les espèces de cette sous-famille se rencontrent en Afrique subsaharienne et au Proche-Orient.

## Liste des genres
Selon The Reptile Database (8 décembre 2014) :
- Amblyodipsas Peters, 1857
- Aparallactus Smith, 1849
- Brachyophis Mocquard, 1888
- Chilorhinophis Werner, 1907
- Hypoptophis Boulenger, 1908
- Macrelaps Boulenger, 1896
- Micrelaps Boettger, 1880
- Polemon Jan, 1858
- Xenocalamus Günther, 1868

## Taxinomie
Elle fut considérée comme sous-famille des Atractaspididae.

## Publication originale
- Bourgeois, 1968 : Contribution à la morphologie comparée du crâne des ophidiens de l'Afrique centrale. Publications de l'Université Officielle du Congo, Lubumbashi, vol. 18, p. 1-293